# Theodor Čejka
Theodor Čejka (10. ledna 1878 Holešov – 26. listopadu 1957 Chvalčov) byl jedním ze zakladatelů esperantského hnutí v českých zemích, stal se jeho nestorem.

## Život
Profesí byl učitel v Bystřici pod Hostýnem. Čejka napsal první učebnici a slovníky esperanta pro Čechy ve spolupráci s vynikajícím komeniologem Josefem Krumpholcem, Janem Holubem a Valentinem Bílíkem, které vyšly v řadě vydání.
Byl redaktorem tehdejšího esperantského časopisu Revuo Internacia (1902–1903), Internacia Pedagogia Revuo (1908–1910), redakčně pracoval také v časopisech Bohema Espeantisto a Germana Esperantisto.
Překládal z T. G. Masaryka, J. S. Machara aj. Jako delegát za Rakousko-Uhersko se zúčastnil zahraničních kongresů a jiných mezinárodních zasedání esperantistů, jako např. v Boulogne-sur-Mer (1905), Ženevě (1906), Cambridgi (10. – 17. srpna 1907) a v Amsterdamu.
Po první světové válce zůstal esperantu věrný, ale věnoval se pak hlavně osvětové práci v Bystřici pod Hostýnem, kde čtyřicet let učil na chlapecké škole (1898–1937). Hodně práce vykonal pro družstevní hnutí ve svém kraji. V Bystřici pod Hostýnem se zasloužil o založení spotřebního družstva, spořitelny, městské knihovny a čítárny a okresní osvětové knihovny. Založil zde i organizaci Skauta –Junáka. V době mezi válkami se ovšem věnoval hlavně práci pedagogické.
Zemřel 26. listopadu 1957 ve Chvalčově. Pohřben byl na hřbitově v Bystřici pod Hostýnem. 